# Rony Jason
Rony Mariano Bezerra, mer känd som Rony Jason, född 21 mars 1984 i Quixadá, är en brasiliansk MMA-utövare som sedan 2012 tävlar i organisationen Ultimate Fighting Championship.